# اسید لسکورولیک
اسید لسکورولیک (به انگلیسی: Lesquerolic acid) یک ترکیب شیمیایی با شناسه پاب‌کم ۵۳۱۲۸۱۰ است. 